# Никифор, Шербан
Шербан Никифор (рум. Șerban Nichifor; 25 августа 1954, Бухарест) — румынский композитор, виолончелист и музыкальный педагог, музыковед
. Профессор. Доктор наук. Один из самых видных композиторов современной Румынии.

## Биография
Родился в семье врачей. Образование получил в Национальном университете музыки в Бухаресте (1973—1977). В 1978, 1980 и 1984 годах совершенствовался в Дармштадте.
В 1994 году получил степень доктора философии. Преподавал музыковедение в Национальном музыкальном университете Бухареста. С 1990 по 1994 год учился на богословском факультете Бухарестского университета. В 2015 году получил докторскую степень по дирижированию и написал диссертацию о Холокосте в музыкальном творчестве.
Сейчас читает лекции в Бухарестском национальном университете музыки.

## Творчество
Автор 9 симфоний, оркестровых произведений, опер, камерной и духовной музыки, хоровых произведений, ряда кантат и песен. Сочинил много музыкальных произведений, посвященных жертвам Холокоста. По словам музыковедов, эклектичный стиль Никифора основан на неоромантизме. Сочиняет музыку в неоклассическом стиле с элементами джаза.

## Избранные музыкальные сочинения
- «Postludium» per Org. (1975)
- «Sorcova» per Coro Misto a capella (1995)
- Quartetto per Archi I — «Anamorphose» (1976)
- «Constellations» for Orchestra (1977)
- Symphony I «Shadows» (1980)
- Cantata «Sources» (1977)
- «Carols» per trombone e percussione (1978)
- Cantata «GLORIA HEROUM HOLOCAUSTI» (1978)
- Opera «Miss Christina» (bazat pe romanul lui Mircea Eliade, 1981)
- «Canto di Speranza» per Fl., Vn, Vn, Vlc. e Pf. (1981)
- «Onirophonie» per Fl., Vn.e Pf. (1982)
- «Chanson d’Antan» per Vn.e Pf. (1983)
- «Aprite le porte di questo castel» per Coro Maschile (1984)
- «Carnyx» per Clarinetto (1984)
- «Tango for Yvar» per Pf. (1984)
- Quartetto per Archi II — «Vallons de l’Oubli» (1984)
- Symphony II «Via Lucis» (1985)
- «6 Melodies Irlandaises d’Amerique» per 2 Ob.,C.i. e 2 Fg. (1985)
- «Horn Call Rag» per Corno e Pf. (1986)
- «Czarna Rosa» per Mezzo-Soprano e Pf. (1986)
- «7 Canti Rumeni di Natale» per 4 Tbe, 4 Tni ed Org. (1986)
- «Challenger — Dedicated To America’s Space Heroes», libretul de Victor Bârlădeanu (1986)
- Symphony III «American Symphony — I» (1986)
- Symphony IV «American Symphony — II» (1987)
- Symphony V «Pro Patria» (1987)
- «Ave Maria» per Soprano ed Organo (1987)
- «Isola di Euthanasios» per Pianoforte (1988)
- Symphony VI «Time Archways» (1988)
- Cantata «Remember», libretul de Victor Bârlădeanu (1989)
- «Transgressio» per Fl.,Ob. e Fg. (1989)
- «Battuta» per Percussione (1989)
- «Missa da Requiem» (1990)
- Missa «Actio Gratiarum Oecumenica» per Coro Misto (1991)
- «Natalis Domini» per Coro Misto (1992)
- «Isihia» per Vlc. (1992)
- «Epiphania» per Cello e Pianoforte (1993)
- «Musica Caelestis» -(1994)
- «Rorate Caeli» per Soprano ed Orchestra (1994)
- Chamber-Opera «Talaria» (libretto by Etienne De Sadeleer, 1994)
- «Medium per Arpa» (1995)
- «Medium per Flauto» (1995)
- Cantata «Per Christum» (1997)
- «Concerto GRIEGoriano» for Piano and Orchestra (1997)
- «3 Christmas German Chorals» for Organ (1997)
- «Hommage a Debussy» per 2 Pf. — ossia Pf. e Nastro Magnetico (1998)
- «La Nuit Obscure» per Orchestra da Camera (1998)
- Chamber-Opera «Le Martyre de Saint Claude Debussy» (libretto after Claude Debussy and E.A.Poe, 1999)
- «Turkish Bolero» for 4 Cellos and Orchestra (2002)
- Symphony VII «Cello-Memoirs» (2001—2003)
- «Cries from Earth to Heaven» — to the Holocaust martyrs (2007)
- «Tribute to Joseph Smith, The American Prophet» — visual music (2005—2007)
- Shoah — music dedicated to the Holocaust martyrs (2010—2013)
- Pentagon — visual music (2010)
- God Bless America! — visual music (2010)
- Symphony VIII «Tom & Huck» (2011—2012)
- Symphony IX «God Bless Romania» (2016)
- Piano Concerto No.2 (2016)
- Homage to my Mother (dedicated to Dr. Livia Balint-Nichifor) (2017)
- Tu es Sacerdos (To my Mother Dr. Livia Nichifor) (2017)

## Награды
- Лауреат конкурса композиторов Гаудеамус (1977)
- Командор Национального ордена «За заслуги» (2000)[3]
- Офицер ордена Короны (2008, Бельгия)[4]